# Luiz Wanderley
Luiz Wanderley de Almeida (Colônia Leopoldina, 27 de janeiro de 1931 – Rio Tinto, 19 de fevereiro de 1993) foi um cantor e compositor brasileiro. Em 1952 lançou seu primeiro disco pela Star.
Em 1967, seu álbum Moço Velho foi um dos mais vendidos do ano. Wanderley é o autor da canção "Matuto Transviado" (conhecida como "Coronel Antônio Bento"), um dos grandes sucessos de Tim Maia.